# ألفريدو هويوس
ألفريدو هويوس (بالإسبانية: Alfredo Hoyos)‏ هو طبيب كولومبي، ولد في 26 مارس 1972 في بوغوتا في كولومبيا.

## وصلات خارجية
- الموقع الرسمي